# Karl Muggeridge

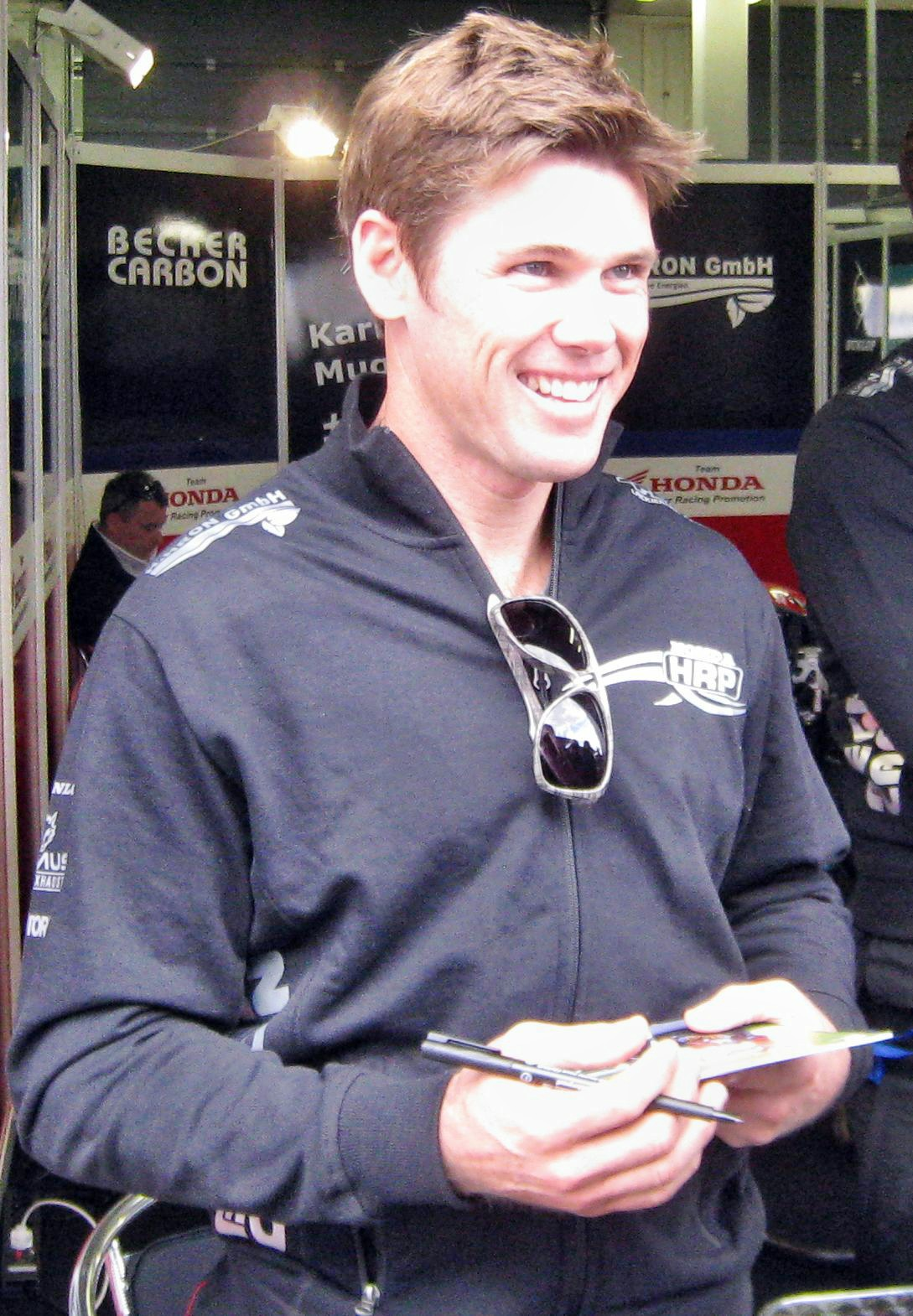
Karl Muggeridge 2012

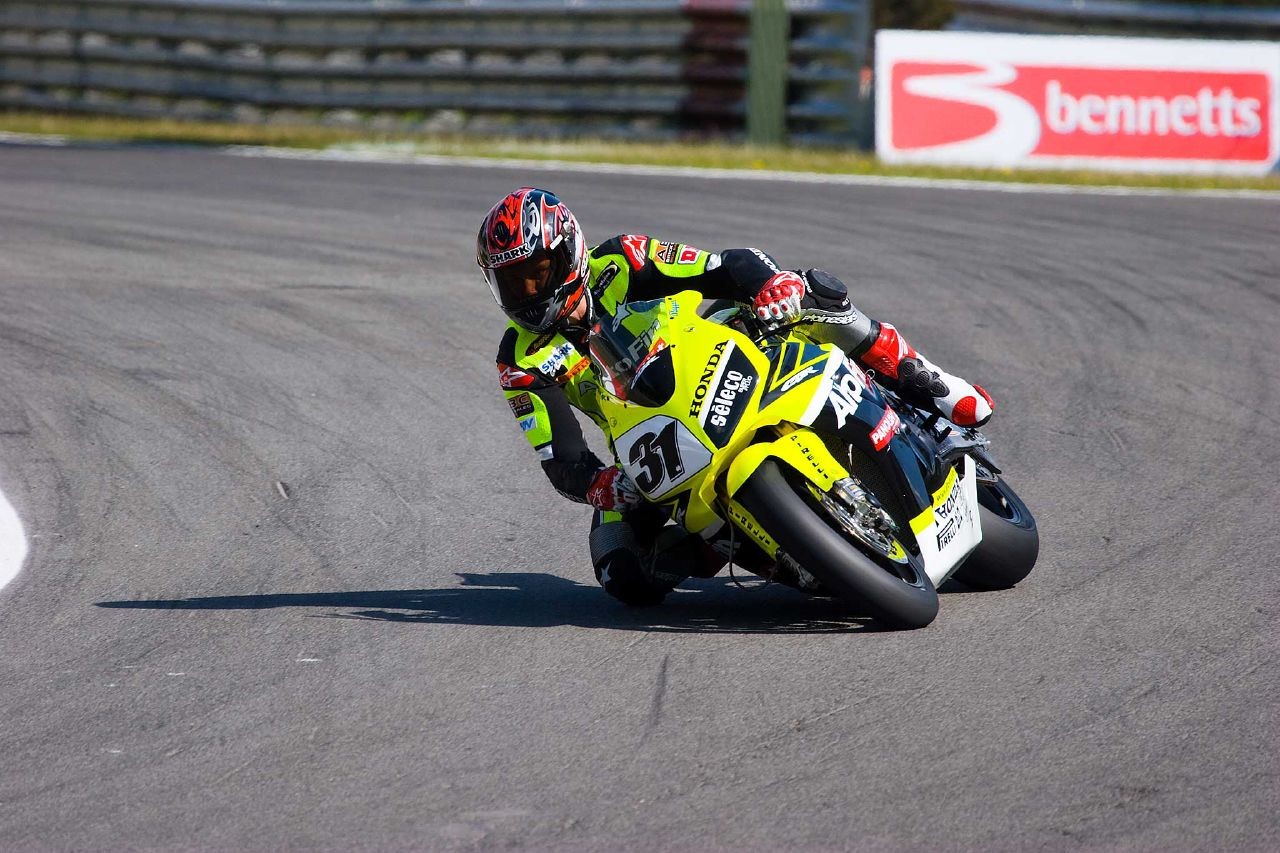
Muggeridge 2007 auf Alto-Evolution-Honda

Karl Muggeridge (* 20. April 1974 in Tweed Heads, New South Wales, Australien) ist ein ehemaliger australischer Motorradrennfahrer.
Muggeridge, genannt Muggas, feierte den größten Erfolg seiner Karriere 2004 mit dem Gewinn der Supersport-Weltmeisterschaft.

## Karriere
Karl Muggeridge begann nach einigen Jahren beim Motocross 1994 mit dem Straßenrennsport. Ein Jahr später schloss er auf Suzuki die australische 250-cm³-Meisterschaft als Zweiter ab. In den folgenden drei Jahren bestritt Muggeridge Rennen auf der ganzen Welt, vordergründig in der 600-cm³-Supersport-Klasse. 1996 war er Stammfahrer in der australischen Meisterschaft. In den folgenden Jahren bestritt er die britische Supersport-Meisterschaft, die er 1999 als Vierter abschloss.
Zur Saison 2000 wechselte Karl Muggeridge schließlich in die Supersport-Weltmeisterschaft. Er startete für das niederländische Ten Kate-Team auf Honda und schloss die Saison als Fünfter ab. Nach den Rängen sieben, 14 und vier in den folgenden Jahren bei verschiedenen Teams, gelang ihm 2004 sein bisher größter Erfolg. Wieder für Ten Kate auf Honda startend, gewann er sieben der zehn ausgetragenen Rennen und krönte sich damit überlegen vor seinem Landsmann Broc Parkes zum Supersport-Weltmeister.
Für die Saison 2005 entschied sich Ten Kate dazu, in der Superbike-Weltmeisterschaft zwei Motorräder statt bisher nur eines einzusetzen. Muggeridge stieg innerhalb des Teams auf und wurde Teamkollege von Landsmann Chris Vermeulen. Nach einer schwierigen Saison wurde er Elfter der WM und blieb damit weit hinter Vermeulen zurück, der Vize-Weltmeister wurde. 2006 gelang Karl Muggeridge, wie schon im Vorjahr, keine einzige Podiumsplatzierung. Häufig blieben seine Leistungen im Rennen hinter denen des Trainings zurück. Er schloss die Saison schließlich als Zwölfter der Gesamtwertung ab und blieb damit wieder weit hinter den Resultaten seines Teamkollegen, diesmal dem Briten James Toseland der Zweiter wurde, zurück. 
Deshalb verlor Karl Muggeridge seinen Platz im Team für 2007. Ein Angebot von Ten Kate über einen Startplatz in der Supersport-WM lehnte er ab. Stattdessen wechselte Muggeridge ins neu zusammengestellte Alto Evolution-Team, wo er an der Seite von Landsmann Joshua Brookes wiederum eine Honda pilotierte. Nach einigen Stürzen zu Saisonbeginn und nur geringer Punkte-Ausbeute, gab es zur Saisonmitte große Probleme im Team. Der Vorbesitzer des Rennstalls, Sergio Bertocchi, verhinderte einen Start in Misano, woraufhin Brookes das Team verließ. Karl Muggeridge hingegen beendete die Saison bei Alto Evolution und wurde schließlich 16. der Gesamtwertung.
In der Saison 2008 startete Muggeridge in der Superbike-WM für das italienische Privatteam D.F. Racing auf Honda CBR1000RR. In der ersten Saisonhälfte erreichte der Australier regelmäßig die Punkteränge mit zwei sechsten Plätzen als besten Resultaten. Im zweiten Teil der Saison hingegen, fiel er sehr oft aus. Mit 77 Zählern wurde Muggeridge 15. der Gesamtwertung und damit zweitbester Honda-Privatfahrer.
In der Saison 2009 ging Karl Muggeridge auf einer Suzuki GSX-R 1000 K9 des privaten italienischen Teams Celani Race in der Superbike-WM an den Start. In den ersten zwölf Saisonrennen erreichte er nur ein Mal die Punkteränge. Im ersten Rennen der US-Veranstaltung im Miller Motorsports Park stürzte Muggeridge, blieb aber beinahe unverletzt. Dennoch wurde er nach seiner Rückkehr nach Europa noch einmal eingehend untersucht. Dabei diagnostizierte man zwei Wirbelbrüche, die sich der Australier mehr als zwei Monate zuvor in Assen zugezogen hatte. Sein Vertreter im Römer Team, Alessandro Polita zeigte ansprechende Leistungen, woraufhin er trotz eines bestehenden Vertrages mit Muggeridge für den Rest der Saison von Celani verpflichtet wurde. Im Juli 2009 testete Karl Muggeridge nach überstandener Verletzung für HM Plant Honda in der British Superbike Championship, im September wurde er vom Suzuki-Werksteam Suzuki Alstare BRUX als Ersatzpilot für den verletzten Max Neukirchner verpflichtet. Für das belgische Team absolvierte Karl Muggeridge insgesamt sechs Rennen mit Rang acht in französischen Magny-Cours als bestem Ergebnis. In der Gesamtwertung erreichte er den 22. Platz.
Die Saison 2010 bestritt Karl Muggeridge im Team Holzhauer Racing Promotion aus Wittenberge, für das er auf Honda in der IDM Superbike startete. Bereits bei der ersten Saisonveranstaltung am Lausitzring feierte der Australier seine ersten beiden Laufsiege in der Deutschen Meisterschaft und wurde am Ende der Saison Deutscher Superbike-Meister. 2011 und 2012 startete er für dasselbe Team und erreichte den dritten bzw. sechsten Platz in der Fahrerwertung. Im September 2012 verkündete Muggeridge sein Karriereende und gab an, wieder in seine Heimat ziehen zu wollen, um dort ein Motorradgeschäft zu eröffnen.

## Statistik

### Titel
- 2004 – Supersport-Weltmeister auf Honda
- 2010 – Deutscher Superbike-Meister auf Honda

## Verweise